# Dominio Sudalpino

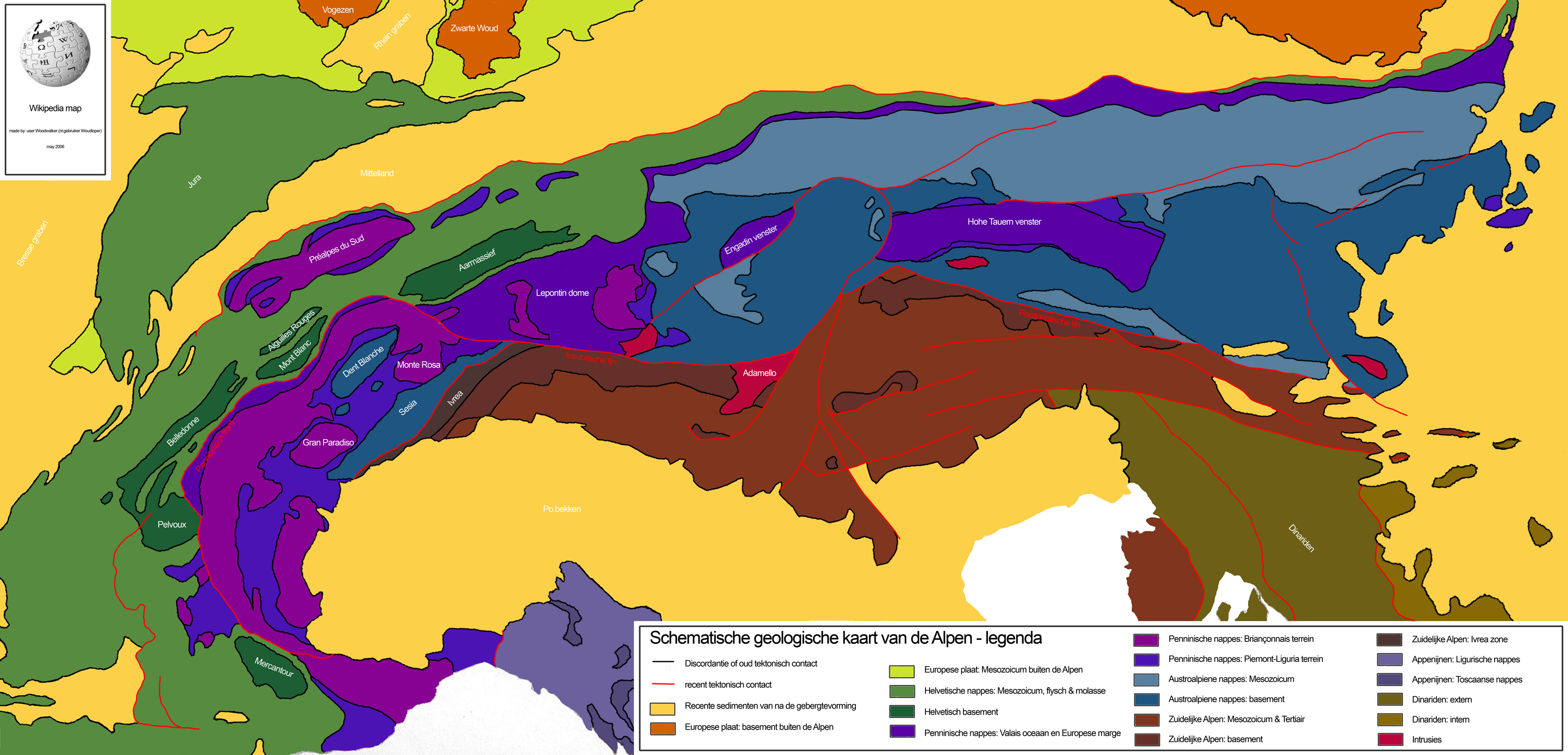
Carta strutturale semplificata delle Alpi

Il Dominio Sudalpino (detto anche Falda Sudalpina, oppure, più semplicemente, Sudalpino) è un preciso settore della catena alpina, delimitato da lineamenti geodinamici rilevanti a scala regionale, che si estende dal Canavese alle Alpi Dinaridi per una lunghezza di circa 700 km; la sua larghezza è variabile da meno di 50 a 150 km. Questo settore risulta compreso tra il lineamento insubrico a settentrione e l'avampaese padano a sud.
È costituito da impilamenti di falde con vergenza verso sud, che proseguono nel sottosuolo padano al disotto dei depositi recenti, in cui, al disopra di un basamento metamorfico, affiora una serie sedimentaria i cui limiti d'età complessivamente vanno dal Carbonifero al Pliocene, ed è principalmente costituita dalla successione prevalentemente carbonatica mesozoica che forma le cosiddette Alpi calcaree meridionali.

## Area di affioramento
L'area inclusa nel sudalpino secondo una suddivisione legata a criteri strettamente geologici comprende:
- le valli di Sesia e la cosiddetta Zona Ivrea Verbano
- le Prealpi lombarde (tra cui i monti delle Grigne), estendendosi a tutto il versante meridionale della Valtellina
- l'area dolomitica
- le Prealpi Venete
- le Alpi Carniche
- le Alpi Giulie
- il Carso

## Composizione ed evoluzione del Sudalpino

### Basamento Metamorfico
All'interno dell'area sudalpina il basamento metamorfico affiora principalmente a settentrione nell'area a contatto con la Linea Insubrica con uno spessore che si mantiene costante nell'ordine dei 10–15 km. Questo basamento può essere considerato come un lembo di paleo-Africa, in origine situato a sud dell'Oceano Ligure-Piemontese.
Il basamento cristallino risale al periodo precedente il Carbonifero superiore ed è contraddistinto da due deformazioni tra loro sovrapposte avvenute in epoche diverse. La più antica è riconducibili all'Orogenesi Ercinica, la più recente all'Orogenesi Alpina. Nelle Alpi Meridionali il grado di metamorfismo del basamento aumenta gradualmente da Est verso Ovest.
Esaminando questa variazione del grado si può notare come esso cresca verso ovest; questo può essere spiegato sia ipotizzando una maggiore intensità del metamorfismo verso ovest, suggerendo un progressivo passaggio da zone di catena esterne verso zone interne, sia come risultato di un basculamento degli strati che ha sollevato gli strati originariamente più profondi (e quindi maggiormente metamorfosati) verso ovest, mentre ad est affiorano le sequenze rocciose più superficiali.

### Copertura sedimentaria
I sedimenti di più antica datazione sono generalmente attribuiti al Carbonifero superiore e, a causa della loro scarsa frequenza di affioramento e dimensione, non consentono una corretta ed attendibile ricostruzione dell'ambiente paleogeografico.

#### Permiano inferiore
A partire dai sedimenti deposti nel Permiano si può iniziare una ricostruzione paleogeografica, riconoscendo alcune aree con caratteristiche diverse:
- Una prima area, nelle prealpi Varesine, caratterizzata da una debole subsidenza e sedimentazione in ambiente continentale (Formazione di Mesenzana).
- Una seconda area, poco più a sud della precedente, dominata da un'intensa attività vulcanica
- Una terza area, nella Lombardia centrale ed orientale, in cui si ritrova ancora sia una grande attività vulcanica sia una sedimentazione di tipo continentale (Formazione di Collio)
- Nell'Alto Adige abbiamo ancora una zona caratterizzata da intensa attività vulcanica (Caldera di Bolzano), con la deposizione di ignimbriti e laccoliti del Complesso vulcanico Atesino (detti anche Piastrone porfirico Atesino o Porfidi quarziferi)
- Nella Carnia gli ambienti deposizionali passano progressivamente da continentali a neritici (Supergruppo di Pontebba)

#### Permiano superiore
Il periodo successivo (Permiano superiore) è caratterizzato nell'area lombarda da una copertura quasi uniforme di depositi di conoide di deiezione e di piana alluvionale prossimale in clima semiarido (Verrucano Lombardo), molto ridotta o assente solo nell'area di Varese. Al margine nord delle Dolomiti tali depositi grossolani prendono il nome di Conglomerato di Sesto.
Verso est e verso sud verso abbiamo sedimenti di piana fluviale più evoluti, rappresentati dalle Arenarie di Val Gardena; la stessa area alla fine del Permiano è caratterizzata da una generale subsidenza che porterà a un ciclo trasgressivo testimoniato dalla Formazione a Bellerophon.

#### Triassico
Durante questo periodo si formarono i domini principali delle Alpi Meridionali, inizialmente con cambiamenti locali di facies e poi con la formazione di bacini sedimentari, alti strutturali sommersi e plateau carbonatici.
Nel Bacino Lombardo si formarono strutture distensive e faglie ad alto angolo d’immersione tra cui la Faglia del Lago Maggiore e la Faglia di Lugano. ebbe origine una serie di alti strutturali come la Soglia di Arbostora (detto anche Soglia di Arzo o di Lugano) e profondi bacini sedimentari come il Bacino del Generoso.
Il Triassico inizia nell'area lombarda inizia con una trasgressione marina, avvenuta probabilmente da est verso ovest. Il Triassico Inferiore è quindi dominato da ambienti costieri poco profondi in cui si è deposto il Servino.
Il Triassico medio, in particolare l’Anisico, fu caratterizzato da un incremento dell’attività tettonica distensiva  ed è caratterizzato dalla presenza di estese piattaforme carbonatiche (Calcare di Esino, Dolomia di S. Salvatore) e da bacini di intrapiattaforma (Formazione di Buchenstein, Formazione di Wengen, Formazione di Perledo-Varenna). Il primo evento di sedimentazione bacinale avvenne tra l'Anisico e il Ladinico con la deposizione della Formazione di Besano. La faglia normale di Lugano (Linea di Lugano), ad Est del Monte San Giorgio, ebbe origine tra il Norico e il Giurassico inferiore. Questa faglia con andamento Nord-Sud divide la Soglia di Arbostora dal Bacino del Generoso ed è caratterizzata da un’immersione verso Est e un movimento verticale stimato in 7 km.
A questo ambiente subentrerà un nuovo evento trasgressivo che porterà alla formazione di nuove piattaforme carbonatiche con la conseguente deposizione della Dolomia Principale che interessa tutto il dominio delle Alpi Meridionali, a cui segue nell'area lombarda la deposizione del Calcare di Zu, delle Argilliti di Riva di Solto e Dolomia a Conchodon retica, sempre indicanti condizioni di mare poco profondo, ad eccezione dell'area di Varese e di Lugano che erano emerse. All'interno della Dolomia Principale,  intensi processi sinsedimentari originarono brecce tettoniche di ambiente marino come la Macchia Vecchia e il Broccatello. Nel Retico superiore continuò la sedimentazione carbonatica in un ambiente marino lagunare aperto.
Nel triassico superiore lombardo sono invece riconoscibili tre zone che, partendo da nord, passano da un ambiente di piattaforma carbonatica (Formazione di Breno), ad ambiente lagunare (Formazione di Gorno) ad un ambiente deltizio (Arenaria di Val Sabbia).

#### Giurassico
Durante il Giurassico si aprì l’oceano della Tetide., il bacino dove si depositava la Dolomia Principale fu interessata da faglie normali e si formarono numerosi bacini marini. In questo periodo il profilo Est-Ovest delle Alpi Meridionali mostrava tre province tettoniche: la Piattaforma Veneta (a Est), il Bacino Lombardo e i settori Canavese e Biellese (a Ovest). 
Tutto il Giurassico del sudalpino è caratterizzato da una deposizione di sedimenti calcarei, con scarso o nullo influsso di apporti detritici terrigeni; l'inizio è segnato dalla deposizione del Calcare di Sedrina, che indica un inizio di approfondimento del bacino. Le successive deposizioni del Calcare di Moltrasio, del Calcare del Domaro e quindi del Rosso ammonitico indicano un approfondimento del bacino, come conseguenza dell'apertura dell'oceano tetideo. Il Bacino Lombardo subì un’elevata subsidenza e sprofondò sotto la soglia di compensazione di calcite e aragonite (CCD), favorendo la deposizione di radiolariti silicee. Nello stesso periodo, in corrispondenza degli alti strutturali, sedimentarono i calcari ammonitici (Rosso Ammonitico). Inizia la comparsa di facies di mare più profondo (Radiolariti, Rosso ad Aptici, Maiolica) e l'area è caratterizzata dall'alternanza di paleobacini separati da paleoalti.

#### Cretaceo
Durante il Cretaceo Inferiore si mantengono inizialmente condizioni simili di sedimentazione, con la deposizione di sedimenti carbonatici pelagici (Maiolica (geologia)), interessati da episodi anossici (Livello Bonarelli); con il tardo Cretaceo Inferiore, a seguito dei movimenti di chiusura della Tetide e delle fasi iniziali dell'orogenesi alpina, si instaurano apporti di materiale detritico fine dall'area di catena in corso di sollevamento, rappresentati dai sedimenti marnosi emipelagici della Scaglia. Nel Cretaceo Superiore (Cenomaniano-Campaniano) questi ultimi passano lateralmente ai sedimenti arenaceo-conglomeratici di origine torbiditica del flysch Lombardo, presenti nell'area lombarda (dal Varesotto al Bergamasco occidentale), che testimoniano una tettonica attiva nelle aree adiacenti verso nord e verso est.

#### Terziario
L'evoluzione geologica prosegue nell'area alpina occidentale (Lombardia) con l'emersione della catena nell'(Eocene); nell'area pedealpina lombarda, in condizioni di mare profondo, si hanno nell'Eocene scarsi lembi affioranti nel Varesotto di sedimenti torbiditici carbonatici (Formazione di Ternate) che testimoniano un attivo smantellamento di piattaforme carbonatiche presenti al margine sudalpino. Dall'Oligocene al Miocene medio si instaura la sedimentazione clastica di origine torbiditica della Gonfolite, la cui alimentazione detritica è fornita dallo smantellamento erosionale della catena alpina in fase di sollevamento e i cui spessori (oltre 2500 m in affioramento) testimoniano una elevata subsidenza dell'area di avampaese al margine della catena in emersione. Verso est (Veneto e Friuli), sono presenti sedimenti di piattaforma continentale (shelf) con depositi costieri e generalmente di mare basso (la cosiddetta "Molassa Veneta"), cui si intercalano episodi vulcanici e depositi vulcanoclastici (Monti Lessini e Colli Euganei), e localmente sedimenti di piattaforma carbonatica.
Durante la crisi di salinità del Messiniano (Miocene superiore) si verificano forti erosioni ad opera di fiumi che incideranno profondamente, in direzione nord-sud, le valli lombarde creando i solchi nei quali successivamente si imposteranno i principali laghi lombardi, e contemporaneamente nelle rocce calcaree esposte si imposta una prima fase di fenomeni carsici.
Della successiva trasgressione pliocenica sono rimaste alcune evidenza date da piccoli affioramenti di argille plioceniche nell'area comasca.
Durante il quaternario avviene il modellamento finale dei rilievi che prosegue fino ai giorni odierni

## Le Intrusioni
Le intrusioni dell'area Sudalpina sono correlabili a due fasi di deformazione crostale, durante l'orogenesi ercinica nel Permiano, e durante l'orogenesi alpina nell'Oligocene (magmatismo periadriatico).
Permiani sono
- Il granito di Bressanone
- Il granito di Cima d'Asta

Oligocenici sono
- I plutoni di Traversella e Biella
- Il plutone dell'Adamello
- Il plutone della val Masino-Bregaglia
- Il plutone delle vedrette di Ries
- Le tonaliti delle Pohorje